# Реакция Бунзена
Реакция Бунзена — химическая реакция, в результате которой вода, диоксид серы и йод  образуют серную кислоту и йодистый водород:
{\displaystyle {\ce {2H2O + SO2 + I2 -> H2SO4 + 2HI}}}
Эта реакция является первым этапом серо-йодного цикла по производству водорода. Продукты разделяются на два жидких слоя, где серная кислота плавает наверху, а смесь йодистого водорода и непрореагировавшего йода находится внизу. Хотя два слоя обычно считаются несмешивающимися, небольшие количества серной кислоты могут все еще оставаться в слое йодистого водорода и наоборот. Это может привести к нежелательным побочным реакциям, одна из которых выделяет серу, что может стать причиной засорения реакционного сосуда Реакция названа в честь Роберта Бунзена, который открыл ее в 1853 году .
Подобная реакция является основой для титрования по Карлу Фишеру .
Обратите внимание, что при достаточно высоких температурах концентрированная H2SO4 может реагировать с HI, давая I2, SO2 и H2O, что обращает реакцию. Многие химические процессы являются обратимыми реакциями, например, производство аммиака из N2 и H2, и удаление желаемого продукта приведет к смещению равновесия вправо от уравнения в пользу продуктов реакции в соответствии с принципом Ле Шателье.